# Protoprezbiter
Protoprezbiter (wł. protoprete, primo prete):
1. w Kolegium Kardynalskim pierwszy spośród kardynałów prezbiterów. Tytuł ten przysługuje każdorazowo kardynałowi prezbiterowi o najdłuższym stażu kardynalskim. W XVII – XIX wieku protoprezbiter na ogół otrzymywał tytuł S. Lorenzo in Lucina[1]. Funkcję tę sprawowało dwóch Polaków kardynał Zbigniew Oleśnicki w latach 1452-1455[2] oraz kardynał Mieczysław Halka-Ledóchowski w latach 1896–1902[3]. Obecnie protoprezbiterem jest tajski kardynał Michael Michai Kitbunchu.

1. w Kościele prawosławnym i greckokatolickim tytuł nadawany szczególnie zasłużonym księżom, godność kościelna tuż poniżej godności biskupa, w hierarchii łacińskiej odpowiada kanonikowi lub prałatowi, dawniej określany jako protopop, niegdyś był odpowiednikiem katolickiego dziekana
2. tytuł duchownego wyznania prawosławnego w Wojsku Polskim II RP, odpowiadający randze pułkownika (komandora). Tytuł protoprezbitera przysługiwał duchownemu, który w latach 1920–1927 pełnił funkcję szefa Głównego Urzędu Duszpasterskiego wyznania prawosławnego (w latach 1927–1929 – szefa Wydziału Wyznania Prawosławnego Biura Wyznań Niekatolickich Ministerstwa Spraw Wojskowych, w latach 1929–1935 – szefa Głównego Urzędu Duszpasterskiego Prawosławnego, w latach 1935–1939 – szefa Głównego Wojskowego Urzędu Duszpasterskiego Prawosławnego)